# Vilaietul Bosniei
Vilaietul Bosniei  (sau Vilayetul Bosniei, în bosniacă Bosanski vilajet, în turcă Bosna Vilayeti) a fost o diviziune administrativă de prim nivel (vilaiet) a Imperiului Otoman, care a cuprins în mare parte teritoriul actualului stat Bosnia și Herțegovina, cu părți minore din Muntenegrul modern. S-a învecinat cu Vilaietul Kosovo la sud. Înainte de reforma administrativă din 1867, a fost numită Eyaletul Bosnia (sau Eialetul Bosnia). Se presupune că la sfârșitul secolului al XIX-lea a avut o suprafață de 17.900 square milei (46.000 km2).
În mod efectiv, Vilaietul Bosniei a încetat să mai existe ca provincie otomană după ocupația austro-ungară a Bosniei și Herțegovinei în 1878, cu toate că a existat formal încă treizeci de ani până în 1908, în ciuda faptului că provincia a fost guvernată de Austria-Ungaria. Aceasta a exclus Herțegovina Veche, care a fost cedată Principatului Muntenegrului în 1878. În 1908, Austria-Ungaria a anexat-o oficial teritoriului său.

## Diviziuni administrative
Sangeacurile acestui vilaiet au fost următoarele: Sangeacul Bosniei (Kazasul Visoka, Foyniça, Çayniça, Vișegrad, Çelebipazar și Kladine); Sangeacul Izvornik (centrul său era Tuzla, Kazasul Maglay, Gradçaniça, Gradaçaç, Breçka, Bjelina, İzvornik și Birçe); Sangeacul Banaluka (Kazasul Gradișka, Derbend și Teșene); Sangeacul Hersek (centrul său era Mostar, Kazasele Foça, Koniça, Dumna, Liyubușka, İstolça, Trebin, Bileke, Nikșik și Gaçka); Sangeacul Travnik (Kazasul Yayçe, Akhisar, Glamoç și İhlivne) și Sangeacul Bihke (Kazas din Klyuç, Novosel, Sazın, Krupa, Kostayniça și Priyedor).

## Guvernatori
Guvernatorii Vilaietului Bosniei au fost :
- Mehmed Vecîhî Pașa 1836-ianuarie 1841[4]
- Samakuli Husrev Pașa ianuarie 1841-octombrie 1843
- Mühendis Mehmed Kâmil Pașa octombrie 1843-noiembrie 1844
- Osman Nuri Pașa noiembrie 1844-decembrie 1845
- Halil Kamili Pașa decembrie 1845-iunie 1847
- Çengeloğlu Tahir Mehmet Pașa iunie 1847-mai 1850
- Hafiz Mehmed Pașa mai-septembrie 1850
- Mehmed Hayreddin Pașa septembrie 1850-august 1851
- Abdurrahman Sami Pașa august-octombrie 1851
- Veliyeddin Rifat Pașa septembrie 1851-iulie 1852
- Arnavud Mehmed Hurșid Pașa iulie 1852-septembrie 1856
- Bostancıbașızade Mehmed Reșid Pașa septembrie 1856-august 1857
- Mehmed Kani Pașa august 1857-iunie 1859
- BoșnakOsman Pașa iunie 1859-ianuarie 1861
- Osman Serif Pașa ianuarie 1861-iunie 1869
- Tatar Safvet Pașa iunie 1869-ianuarie 1871
- Mehmed Akif Pașa ianuarie-septembrie 1871
- Asım Mehmed Pașa septembrie 1871-august 1872
- Mustafa Asım Pașa octombrie 1872-decembrie 1873
- Mehmed Akif Pașa decembrie 1873-martie 1874
- Lofçalı İbrahim Derviș Pașa februarie 1874-august 1875
- Mehmed Rauf Pașa septembrie-decembrie 1875
- İbrahim Bey ianuarie-iunie 1876
- Mehmed Nazif Pașa iunie 1876-iulie 1877
- Ahmed Mazhar Pașa iulie 1877-august 1878

## Limbi
Limba bosniacă a fost folosită ca a doua limbă oficială a acestui vilaiet.

## Vezi si
- Bosnia și Herțegovina otomană